# Club de Fútbol Universidad de Costa Rica
L'Asociación Deportiva Filial Club de Fútbol Universidad de Costa Rica (Club de Fútbol Universidad de Costa Rica), è un ente sportivo costituito per legge. Fu fondato per decreto presidenziale nel 1941, a seguito dell'iniziativa dell'allor presidente della Repubblica, il Dr. Rafael Ángel Calderón Guardia.
Nel calcio professionistico costaricano è l'unica squadra di calcio che oltre ad essere stata creata dal decreto esecutivo, rappresenta un'università pubblica: l'Universidad de Costa Rica; istituzione di gran prestigio accademico, con 6 781 funzionari (impiegati e docenti) e 29 000 studenti attivi.

## Storia del club
Nel 1943 guadagnò la promozione nel campionato nazionale. Nel 1956, discese di categoria per diverse ragioni. Un altro dei momenti più importanti per l'istituzione fu la promozione, nuovamente, alla Prima Divisione nel 1973 in cui rimase fino all'anno 1976.
Da allora, il club si mantenne nella seconda categoria del calcio nazionale. Negli ultimi anni la squadra recuperò il suo prestigio trasformandosi in un forte concorrente all'interno della Liga de Ascenso (LIFUSE). Nei tornei 1996-1997, 1998-1999 e 2002-2003 si classificò alle fasi esagonali e tanto nel 1996 come in maggio del 2003 vinse il sub-campionato della Seconda Divisione.
Dopo 64 anni dalla sua fondazione, il Club de Fútbol Universidad de Costa Rica si confermò come una delle squadre con maggior potenziale per la promozione in Prima Divisione, riuscendovi nel maggio del 2007.

## Palmarès
- Campionato costaricano di calcio: 1

1943
- Segunda División de Costa Rica: 2

2006-2007, 2012-2013

## Organico

### Rosa Torneo de Verano 2009
| N. |                       | Ruolo | Calciatore           |
| -- | --------------------- | ----- | -------------------- |
| 1  | Costa Rica (bandiera) | P     | Alfonso Quesada      |
| 2  | Costa Rica (bandiera) | D     | Leslie Ramos         |
| 4  | Costa Rica (bandiera) | D     | Daniel Arce          |
| 5  | Costa Rica (bandiera) | D     | Jason Scott          |
| 6  | Costa Rica (bandiera) | C     | Esteban Armijo       |
| 7  | Costa Rica (bandiera) | D     | Marvín Obando        |
| 8  | Costa Rica (bandiera) | C     | Alonso Hilarión      |
| 9  | Costa Rica (bandiera) | A     | Ever Alfaro          |
| 10 | Argentina (bandiera)  | C     | Lucas Carrera        |
| 11 | Costa Rica (bandiera) | C     | Géiner Segura        |
| 12 | Costa Rica (bandiera) | D     | José Vargas          |
| 14 | Costa Rica (bandiera) | D     | Daniel Alvarado      |
| 16 | Panama (bandiera)     | D     | Luis Miguel Gallardo |

| N. |                       | Ruolo | Calciatore           |
| -- | --------------------- | ----- | -------------------- |
| 17 | Costa Rica (bandiera) | A     | Steven Bryce         |
| 18 | Costa Rica (bandiera) | A     | Javier De Mezerville |
| 19 | Costa Rica (bandiera) | P     | Osvaldo Quesada      |
| 20 | Costa Rica (bandiera) | A     | Edgar Greaves        |
| 23 | Costa Rica (bandiera) | A     | Diego Madrigal       |
| 24 | Costa Rica (bandiera) | A     | Steven Calderón      |
| 25 | Costa Rica (bandiera) | C     | Julio Morales        |
| 26 | Costa Rica (bandiera) | C     | Eduardo Valverde     |
| 27 | Costa Rica (bandiera) | A     | Bill González        |
| 28 | Costa Rica (bandiera) | P     | Daniel Cambronero    |
| 29 | Costa Rica (bandiera) | A     | Ariel Recinos        |
|    | Costa Rica (bandiera) | C     | Cristian Badilla     |
|    | Costa Rica (bandiera) | A     | Marvin Chinchila     |